# Luiz Carlos Cagliari
Luiz Carlos Cagliari (Campinas, julho de 1945) é um linguista brasileiro conhecido por seus trabalhos sobre alfabetização, fonética, fonologia e ortografia. É professor da Universidade Estadual Paulista e foi professor da Universidade Estadual de Campinas. É doutor em linguística pela Universidade de Edimburgo.